# 仲肇湘
仲肇湘（1906年8月26日—1998年7月19日），字紹驤。江蘇省吳江縣盛澤鎮人。民國37年（1948年）在江蘇省第三選區當選第一屆立法委員。

## 生平[1][2][3][4][5][6][7]
- 上海國立交通大學畢業
- 第一屆高等文官考試及格
- 國防研究院第三期結業
- 江蘇省政府科長
- 中央政治學校主任秘書兼教授
- 軍事委員會委員長、侍從室第三處同少將專員
- 中國農民銀行董事會主任秘書
- 中國國民黨中央設計考核委員會委員
- 國立政治大學教授
- 中央日報總主筆
- 中國國民黨中央評議委員

## 荣誉
- 三等景星勋章（1945年10月9日批准[8]）